# Revolució sexual
La revolució sexual, també coneguda com a alliberament sexual, fou el profund canvi esdevingut durant la segona meitat del segle XX al món occidental pel que fa a la concepció de la moral sexual i el comportament sexual humà en general. Popularment, el terme s'identifica amb una liberalització dels costums i una creixent igualtat entre els sexes a partir dels anys seixanta i setanta.
Alguns autors pensen que la revolució no consistí en una major varietat de comportaments sexuals, sinó en la simple acceptació pública d'actituds i pràctiques que abans es consideraven tabú. La revolució sexual fou una fita molt important per al feminisme, ja que reclamaven el que consideraven drets bàsics per a les dones, com l'avortament i la píndola anticonceptiva. Tanmateix, les reivindicacions feministes ja s'havien produït en dècades anteriors, especialment la reivindicació política d'igualtat de drets entre tots els membres de la societat.
Uns dels detonants més importants del moviment van ser les publicacions, a partir de les primeries dels anys 50, dels informes de Kinsey i de Masters & Johnson, que van obrir els debats sobre el poder de l'erotisme, van plantejar crítiques i alternatives a la monogàmia, van començar a qüestionar l'orgasme, el masclisme i l'heterosexualitat, i finalment també van encetar el camí cap a l'acceptació de l'homosexualitat.

## Amb relació a l'orientació sexual
L'orientació sexual no defineix la identitat. Daniel Borrillo no considera que l'orientació sexual pugui constituir la substància d'una identitat. Considera que pretendre això implicaria sotmetre a les persones en un sistema d'actituds i de comportaments limitant-les a un autoconcepte que no han elegit (l'orientació sexual no s'elegeix). «La sexualitat d'una persona sembla un element massa poc significatiu per a pretendre definir-la. La "personalitat homosexual" no existeix». «No hi ha diferents homosexualitats sinó homosexualitats amb diferents personalitats, de la mateixa manera que no hi ha diferents heterosexualitats sinó heterosexuals amb diferents personalitats. I és en aquesta diversitat de personalitat, de plantejaments vitals i de maneres de voler viure l'afectivitat de cada persona, [..] que fa que l'univers de relacions sentimentals sigui molt més que atracció exclusivament». El que s'entén ara com a identitat homosexual, té una existència limitada, tal com Guasch explica «la identitat gai i lesbiana és la resposta política als controls socials relatius a l'homosexualitat i deixarà de tenir sentit (i deixarà de ser socialment possible) quan aquest control desaparegui». Martínez recalca que quan la reivindicació política ja no sigui necessària, perquè existeixi la igualtat, serà irrellevant qualsevol diferenciació per raó d'orientació sexual.